# Edmund John Bowen

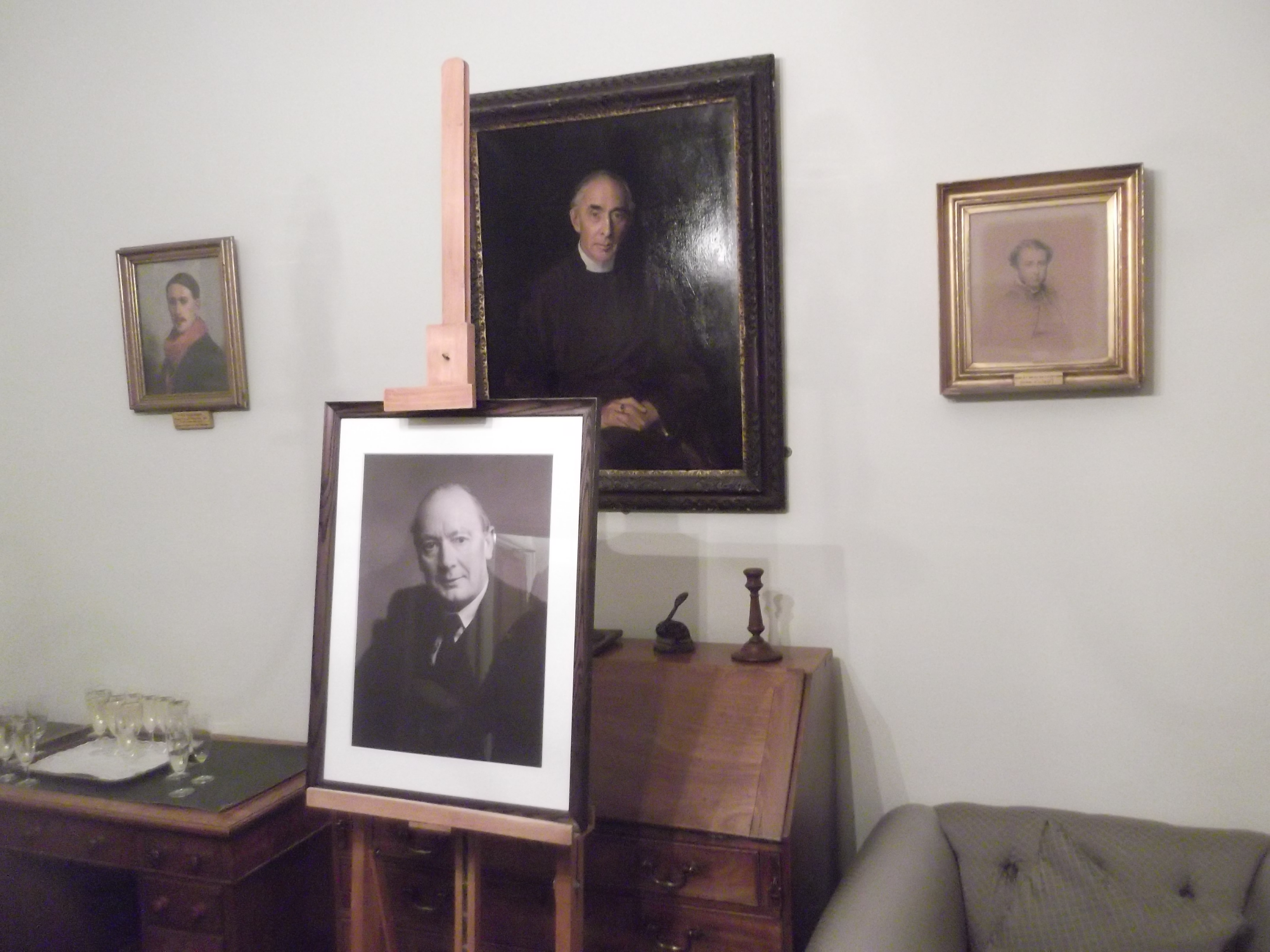
Bowen´s Zimmer im University College Oxford während einer Porträtsitzung für die National Gallery

Edmund „Ted“ John Bowen, meist E. J. Bowen zitiert, (* 29. April 1898 in  Worcester; † 19. November 1980 in Oxford) war ein englischer Chemiker im Bereich der physikalischen und Fotochemie.

## Biografie
Bowen besuchte die Worcester Royal Grammar School und studierte als Brackenbury Scholar ab 1915 Chemie an der Universität Oxford, unterbrochen vom Dienst in der Artillerie im Ersten Weltkrieg als Second Lieutenant. Nach dem Krieg setzte er sein Studium fort und wurde 1922 Fellow des University College Oxford. Er war Domestic Bursar des University College und 1936 Junior Proctor der Universität Oxford. 1965 ging er in den Ruhestand und wurde Ehren-Fellow des University College.
Er forschte über Fotochemie – unter anderem Fluoreszenz – an den Balliol-Trinity-Laboratorien. 1942 erschien ein bedeutendes Lehrbuch von ihm über Fotochemie.
1963 erhielt er die Davy-Medaille, 1965 den Liversidge Award der Royal Society of Chemistry. Er war Fellow der Royal Society (1935), Vizepräsident der Chemical Society und Präsident der Faraday Society.
Er war mit Edith Moule verheiratet und hatte einen Sohn und eine Tochter. Sein Sohn Humphry Bowen (1929–2001) war Chemiker und Botaniker, bekannt für Bowen's Kale – Referenzmaterial aus Spurenelementen zum Eichen wissenschaftlicher Instrumente.
Bowen war an Geologie und Paläontologie interessiert und sammelte um das Gebiet der Ringstead Bay an der Jurassic Coast von Dorset. Der jurassische Ammonit Perisphinctes boweni Arkell 1935 ist nach ihm benannt.

## Schriften
- The Chemical Aspects of Light, Oxford: Clarendon Press 1942, 2. Auflage 1946